# Jane Webb (Schauspielerin)
Jane Webb (* 13. August 1925; † 30. März 2010 in Green Valley, Arizona) war eine US-amerikanische Schauspielerin, Hörspiel- und Synchronsprecherin. Bekannt wurde sie vor allem durch zahlreiche Sprechrollen in Zeichentrickserien der 1960er und 1970er Jahre.

## Leben

### Kindheit
Webbs Mutter, Estelle Sigrid Webb, war eine aus Schweden eingewanderte Opernsängerin und trat an der Metropolitan Opera auf. Ihr Vater hieß James Howard Webb. Sie war eine Nachfahrin von Walter Webb, der George Washington auf dessen Landvermessungsreisen begleitete.
Während ihrer Schulzeit an der Central YMCA High School war Webb Präsidentin des Schülerparlaments und leitete weitere Schülerorganisationen. Am 10. Juni 1942 schloss sie die Schule mit den besten Auszeichnungen ab. 1943 nahm sie Flugstunden. Anschließend besuchte sie das Central Day College.

### Karriere
Bereits im Alter von acht Jahren begann Webb ihre Karriere als professionelle Entertainerin, als sie bei einer Show der Chicago Century of Progress als Zeremonienmeisterin auftrat und ein schwedisches Lied sang.
In den 1930er- und 1940er-Jahren wirkte sie in zahlreichen Radioserien mit, darunter Tom Mix Ralston Straight Shooters. Am 19. April 1939 unterschrieb sie einen Schauspielvertrag mit Paramount Pictures.
1974 trat Webb in Jim Backus’ Comedy-Album The Dirty Old Man auf, bei dem sie die Stimmen zweier Figuren sprach.

### Persönliches
In ihrer Freizeit sammelte Webb Garnrollen, ritt auf Miniaturpferden, hielt Kanarienvögel, las „alles“ und entwickelte eigene Kochrezepte. Außerdem schrieb sie Gedichte, Kurzgeschichten, Musikstücke und sogar einen Roman.
1947 zog Webb mit ihrer Familie von Chicago in den Stadtteil Hollywood Hills in Kalifornien. Am 22. Juli 1948 heiratete sie in ihrem Elternhaus Jack Lawson Edwards Jr., den Bruder des Schauspielers und Synchronsprechers Sam Edwards. Das Paar zog zunächst nach New York City, um seine Karriere im Fernsehen fortzusetzen, kehrte jedoch später nach Hollywood Hills zurück.
Gemeinsam hatten sie zwei Söhne: Alan James Edwards (geboren am 23. April 1951), der Mitglied der US Navy wurde, und Steven Monroe, Leadgitarrist und Sänger. 1960 zog die Familie nach Studio City.
Von 1989 bis zu ihrem Tod lebte Webb in Green Valley, Arizona. Ihr Ehemann Jack Edwards Jr. verstarb am 5. September 2008 ebenfalls in Green Valley.
Webb starb am 30. März 2010 in Green Valley, Arizona.

## Filmografie (Auswahl)

### Filme
- $1,000 a Touchdown (1939) – Billie
- Groovie Goolies – Muntere Monster in Hollywood (1972) – diverse Synchronrollen

### Fernsehserien
- The Archie Show (1968–1969) – Synchronrolle u. a. als „Betty Cooper“, „Veronica Lodge“ und „Miss Grundy“

- The Batman/Superman Hour (1968–1969) – Synchronrollen als „Batgirl“/„Barbara Gordon“ und „Catwoman“
- The Hardy Boys (1969) – Synchronrolle
- Sabrina, the Teenage Witch (1971–1972) – Synchronrolle
- Lassie und ihre Freunde (1973) – Synchronrolle